# 경민중학교
경민중학교(慶旼中學校)는 대한민국 경기도 의정부시 가능동에 있는 사립 중학교이다.

## 학교 연혁
- 1967년 4월 23일 : 경기도 의정부시 가능동 산 38번지 임야 62,930평 홍우준이 구입 기증
- 1967년 10월 21일 : 학교건립을 위한 본관 54개의 교실 신축기공식
- 1968년 2월 10일 : 학교법인 경민학원 설립인가, 초대 이사장에 홍우준 취임
- 1968년 3월 4일 : 경민중학교 설립인가(24학급)
- 1969년 12월 30일 : 본관 5층 54개의 교실 신축공사 준공
- 1978년 1월 27일 : 학교부지 3,984평 구입 대운동장 기공
- 2018년 2월 8일 : 제48회 졸업식
- 2020년 3월 1일 :  조성호 교장 취임

## 참고 자료
- 경민중학교 - 한국교육학술정보원 학교알리미